# Asma al-Zahawi
Asma al-Zahawi var en irakisk feminist. 
Hon var dotter till muftin Mohammad Fedi Al Zahawi och syster till poeten och professorn Jamil Sidqi al-Zahawi. Hennes bror hjälpte henne 1923 att utge Iraks första kvinnotidning Layla vars redaktör blev Paulina Hassoun.
Hon blev 1923 en av grundarna av Iraks första kvinnoorganisation, Women's Awakening Club, och blev dess första ordförande. Som ledare för denna förening förespråkade hon kvinnors rätt till utbildning och yrkesliv. 